# (25062) Rasmussen
Pour les articles homonymes, voir Rasmussen.
(25062) Rasmussen est un astéroïde de la ceinture principale d'astéroïdes.

## Description
(25062) Rasmussen est un astéroïde de la ceinture principale d'astéroïdes. Il fut découvert le 24 août 1998 à Socorro (Nouveau-Mexique) par le projet LINEAR. Il présente une orbite caractérisée par un demi-grand axe de 2,42 UA, une excentricité de 0,12 et une inclinaison de 5,5° par rapport à l'écliptique.

## Compléments